# Aminat Adeniyi
Aminat Oluwafunmilayo Adeniyi (Akure, 21 de abril de 1993) es una deportista nigeriana que compite en lucha libre. Ganó una medalla de oro en los Juegos Panafricanos de 2015. Ha ganado cuatro medallas en el Campeonato Africano de Lucha entre los años 2012 y 2016. Obtuvo una medalla de oro en los Juegos de la Mancomunidad de 2014.
Participó en Juegos Olímpicos de Río de Janeiro 2016 consiguiendo un 16.º puesto. 

## Palmarés internacional
| Juegos Panafricanos       | Juegos Panafricanos               | Juegos Panafricanos | Juegos Panafricanos |
| Año                       | Lugar                             | Medalla             | Categoría           |
| ------------------------- | --------------------------------- | ------------------- | ------------------- |
| 2015                      | Brazzaville (República del Congo) | Medalla de oro      | 58 kg               |
| Campeonato Africano       |                                   |                     |                     |
| Año                       | Lugar                             | Medalla             | Categoría           |
| 2012                      | Marrakech (Marruecos)             | Medalla de plata    | 63 kg               |
| 2014                      | Túnez (Túnez)                     | Medalla de oro      | 60 kg               |
| 2015                      | Alejandría (Egipto)               | Medalla de plata    | 58 kg               |
| 2016                      | Alejandría (Egipto)               | Medalla de oro      | 63 kg               |
| Juegos de la Mancomunidad |                                   |                     |                     |
| Año                       | Lugar                             | Medalla             | Categoría           |
| 2014                      | Glasgow ()                        | Medalla de oro      | 58 kg               |